# 温泉県 (呂梁市)
温泉県（おんせん-けん）は中華人民共和国山西省にかつて存在した県。現在の呂梁市交口県北東部に相当する。
唐初に設置され、元朝が成立すると1265年（至元2年）に廃止された。